# Friedrich Dyrssen
Friedrich Dyrssen (* 28. Oktober 1890 in Berlin; † 15. April 1957 in Hamburg) war ein deutscher Architekt.

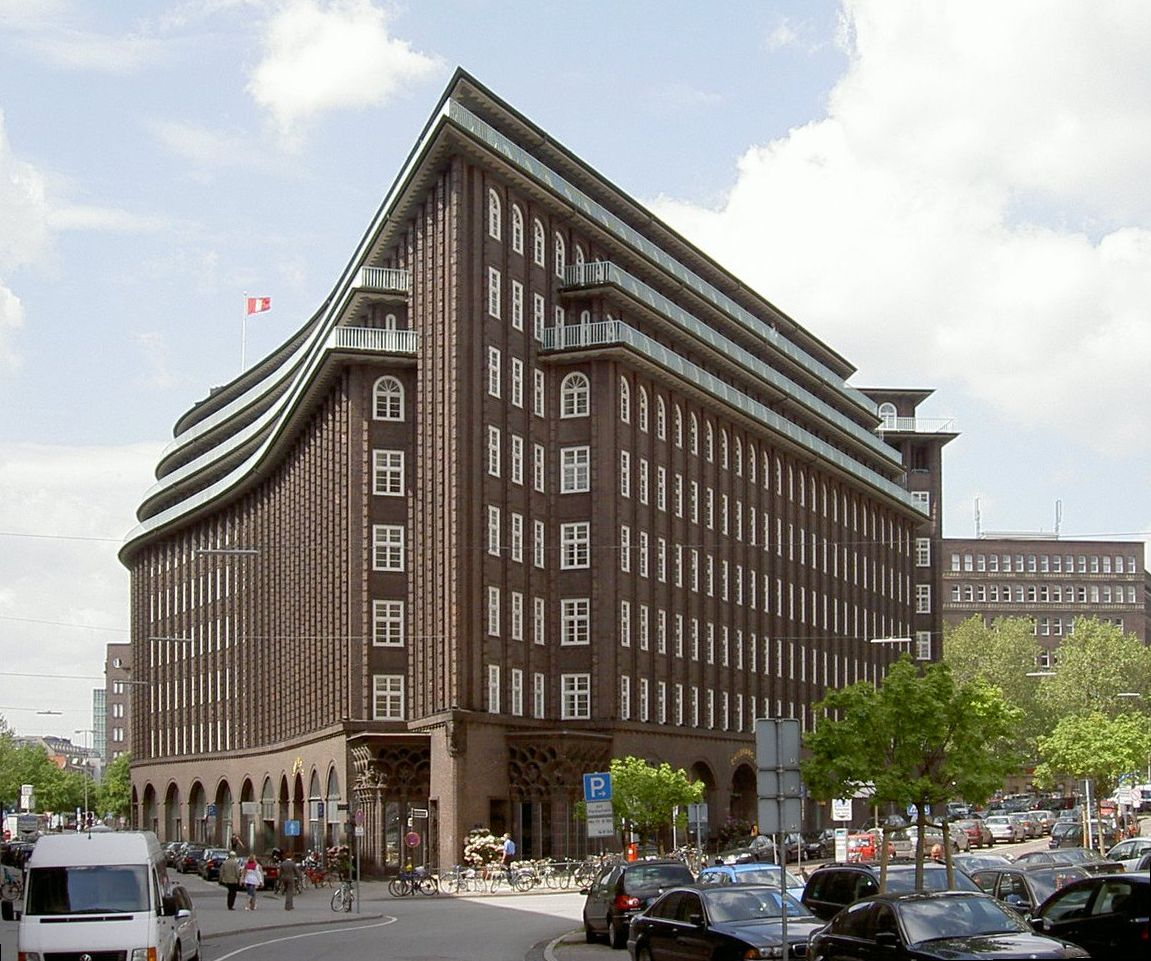
Chilehaus in Hamburg

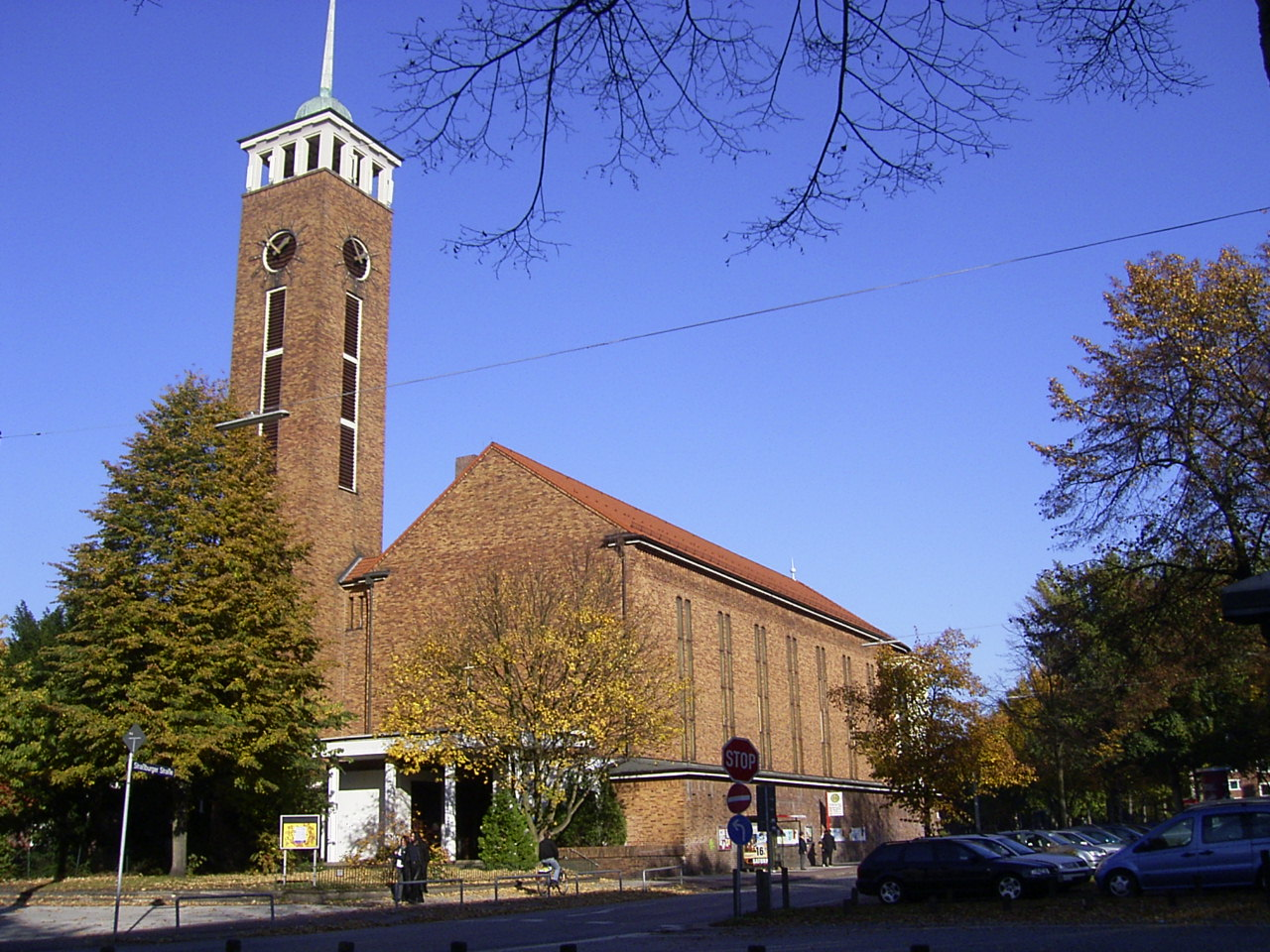
Frohbotschaftskirche in Hamburg-Dulsberg

## Leben
Dyrssen machte 1911 in Gotha sein Abitur und studierte in Hannover, München, Danzig und – nach Unterbrechung durch Kriegsdienst und Gefangenschaft – an der Technischen Hochschule Berlin-Charlottenburg Architektur. Dort schloss er sein Studium bei German Bestelmeyer mit dem Diplom ab und war für kurze Zeit Assistent an dessen Lehrstuhl, bis er dann 1921 als Mitarbeiter in das Architekturbüro von Fritz Höger in Hamburg wechselte. Hier war er unter anderem an Planung und Bau des Chilehauses im Stil des Backsteinexpressionismus beteiligt.
1924 eröffnete er zusammen mit Peter Averhoff, ebenfalls ein ehemaliger Höger-Mitarbeiter, in Hamburg das Architekturbüro Dyrssen & Averhoff. Zusammen beteiligten sie sich erfolgreich an zahlreichen Wettbewerben und wurden 1927 mit der Ausführung des Flughafen-Empfangsgebäudes in Hamburg beauftragt. In der Weimarer Republik näherte sich Dyrssen dem Internationalen Stil an, behielt aber den Backstein als Baumaterial bei.
Von 1929 bis 1934 war er zudem Vorsitzender der Hamburger Landesgruppe im Bund Deutscher Architekten.
Während des Nationalsozialismus orientierte sich Dyrssen dann jedoch auch an der vorgegebenen Richtung des Heimatschutzes und war weiterhin vor allem in Hamm, Finkenwerder und Barmbek-Nord an zahlreichen Bauprojekten wie Wohnungen, HJ-Heimen oder Luftschutzbunkern beteiligt. 
Dyrssen und Averhoff gehörten nach Ausbruch des Zweiten Weltkrieges zum erweiterten Mitarbeiterkreis von Konstanty Gutschow und wurden für Arbeiten zur Umgestaltung Hamburgs und im Rahmen des Baus von Luftschutzbunkern beauftragt. 1940 zu DAF-Vertrauensarchitekten ernannt, wurden sie zudem städtebauliche und technische Berater bei der Wohnungsbaugesellschaft SAGA. Eine Kriegsverletzung bewahrte Dyrssen vor dem Einsatz an der Front. 
Die Tätigkeit bei der SAGA führt auch nach Kriegsende zu Aufträgen für den Wiederaufbau und Neubauten des Wohnungsunternehmens. Zudem nahmen Dyrssen und Averhoff an verschiedenen städtebaulichen Wettbewerben (neben Hamburg auch in Kiel und Lübeck) teil.
Nachdem sein Partner Averhoff 1954 verstorben war, nahm er 1955 Gert Johannsen als neuen Partner auf. Mit ihm arbeitete Dryssen zusammen, bis er 1957 nach einer Gallenoperation verstarb. Johannsen führte das Büro weiter.

## Werk
- 1920er Jahre: Siedlung Friedrich-Naumann-Straße in Harburg (heute Hamburg-Heimfeld; zerstört; nicht zuzuordnende Restbauten Nobléestraße 13a, 15)
- 1925–1926: Max-und-Mathilde-Bauer-Stift in Hamburg
- 1926–1927: Atelierhaus für Richard Kuöhl in Hamburg
- 1926–1930: „Vaterstädtische Siedlung“ in Hamburg-Eimsbüttel, Kielortallee 25/26 (zusammen mit Peter Averhoff)
- 1926–1928: Empfangsgebäude für den Flughafen Fuhlsbüttel (zusammen mit Peter Averhoff)
- 1928–1929: Verwaltungsgebäude der Allgemeinen Ortskrankenkasse in Wandsbek, Bleicherstraße 74/77 (heute Kattunbleiche 35 in Hamburg-Wandsbek)
- 1929–1930: Haus Radicke in Harburg (heute Hamburg-Wilstorf), Radickestraße 31
- 1936: HJ-Heim Martinistraße in Hamburg
- 1935–1936: Frohbotschaftskirche in Hamburg-Dulsberg, Straßburger Platz 2
- 1938–1941: Wohnsiedlung in der Ostfrieslandstraße in Hamburg
- 1941–1942: Hochbunker am Bornplatz in Hamburg
- 1953: Wiederaufbau der Frohbotschaftskirche in Hamburg-Dulsberg, Straßburger Platz 2
- 1954–1954: Christ-König-Kirche in Hamburg-Lokstedt